# Amand-Joseph Fava
Amand-Joseph Fava (ur. 10 lutego 1826 w Évin-Malmaison, zm. 17 października 1899) – francuski duchowny katolicki, biskup. Święcenia kapłańskie przyjął w 1851 roku, zaś w 1871 został mianowany przez papieża Piusa IX biskupem diecezji Martyniki. W 1875 mianowany ordynariuszem diecezji Grenoble, ingres odbył 18 listopada tegoż roku. Zmarł w 1899 roku w wieku 73 lat.